# ÖVP Frauen
De ÖVP Frauen (Nederlands: ÖVP Vrouwen) is een van de zes deelorganisaties van de Oostenrijkse Volkspartij (ÖVP), een christendemocratische partij in Oostenrijk.
Een van de voornaamste taken van de ÖVP Frauen is om politieke interesse te kweken bij vrouwen, waarbij wordt uitgegaan van een christelijk mensbeeld. In de negen deelstaten van Oostenrijk zijn regionale afdelingen van de ÖVP Frauen actief die relatief zelfstandigheid zijn. Bondsvoorzitter van de ÖVP Frauen is Juliane Bogner-Strauß; secretaris-generaal is Stephanie Lamezan-Salins. De voorzitters van de negen regionale afdelingen zijn als vicevoorzitters lid van het bondsbestuur.

## Speerpunten
- Goed onderwijs voor meisjes en jonge vrouwen;
- Beleid dat het voor vrouwen mogelijk maakt moederschap met betaalde arbeid te combineren;
- Behoud van kinderbijslag;
- Uitbreiding van het aantal kinderdagopvanglocaties;
- Gelijke lonen voor gelijk werk voor vrouwen;
- Speciale doorbetaalde verlofregeling voor mantelzorgers van ongeneeslijk zieken voor de duur van zes maanden.[1]

Een belangrijk punt waar de ÖVP Frauen zich voor inzetten is de keuzevrijheid voor vrouwen hoe zij hun leven vorm willen geven: Het moet vrouwen vrij staan om al dan niet het moederschap te combineren met betaald werk. De ÖVP Frauen maken zich sterk voor het gezin als "Kernraum für die nachhaltige und fürsorgliche Betreuung und Entwicklung aller Menschen." ("Kerngebied voor de duurzame en op aandacht gericht zorg en ontwikkeling voor alle mensen.")